# 崔真吾
崔真吾（1902年12月5日—1937年9月15日），原名崔功河，小名森仁，字禹成，笔名真吾、采石、沙刹、 史东。浙江省鄞县樟村乡崔岙村（今宁波市鄞州区章水镇崔岙村）人。中华民国文学家。

## 生平
1902年12月5日，崔真吾出生在一个破落的小地主家庭。他从小聪明伶俐，酷爱文学。1913年在村中启明小学读书。1917年春考入鄞县石碶县立第四高小，次年担任学生会学艺股长，曾主编校报《课余周报》。1918年冬，在父母的安排下，娶应杏雪为妻。1919年，崔真吾考入宁波效实中学，被选为学校学生自助会干部，参与编辑《自助周刊》。五四运动时期，于5月19日成立了宁波市中学生联合会，并作为效实中学自助会代表参加了联合会的领导工作，并与朋友创办“樟溪学社”，举办暑期学校，编印《新樟村》刊物。
1923年夏，崔真吾从效实中学毕业。同年秋，他被聘为黄岩县立中学的英语教师，并向学生介绍《新青年》、《湘江评论》、《语丝》等。1924年1月，崔真吾离开学校，回乡担任鄞县第四小学五年级教师，但只教了一个学期即辞职。同年秋，他考入厦门大学外语系。
1926年秋，鲁迅到厦门大学任教。崔真吾等人拜访鲁迅，当面向他请教。在鲁迅的指导下，他们成立了“泱泱社”，出版了《波艇》，崔真吾任主编。1928年春，崔真吾考入上海复旦大学文科四年级，半年后毕业。其间，他经常到景云里鲁迅的住处。1927年1月，他因参加学潮而被厦门大学开除。同年下半年，他来到上海，担任复旦实验中学教务主任。1928年秋，他辞去工作，插入复旦大学文科四年级继续深造，半年后毕业。毕业后，崔真吾与刚来上海的柔石同吃同住，日夜从事翻译工作。同年冬，鲁迅、柔石、崔真吾、王方仁共同出资成立了朝花社，出版了《朝花周刊》和《朝花旬刊》，介绍东欧、北欧文学，引进外国版画。
1929年底崔真吾回乡暂住，1930年2月应聘到广州中山大学附属中学任教，宣传无产阶级文学运动，1932年夏应聘到广西平乐第十省立中学任教，向广西青年散发无产阶级文学作品。1933年秋，任桂林省立第三中学教务主任，同时兼英语教师。在校长的支持下，他从上海引进了一批进步大学生到学校任教。一年后，转入广西师范专科学校任教。1935年秋，他到南宁省立第四中学任教。1936年，广西开始了“六一”抗日反蒋运动。这年秋天，中共南方工委特派员李守纯来到南宁，住在南国街15号。中共广西省委书记彭懋桂和崔真吾是非常要好的朋友，经常一起到南国街和李守纯商量工作。当时，许多民主党派人士聚集在南宁，地下党趁势成立了广西南宁文化协会和中国民主抗日救国大同盟。崔真吾不仅亲自参与，还积极鼓励和动员学生参与。
1937年8月31日，崔真吾被国民党新桂系逮捕，并于9月15日深夜被杀害。